# Nordmannia cerasi
Nordmannia cerasi är en fjärilsart som beskrevs av Herbst 1804. Nordmannia cerasi ingår i släktet Nordmannia och familjen juvelvingar. Inga underarter finns listade i Catalogue of Life.